# Лепешняк великий
Лепешняк великий, лепешняк водяний (Glyceria maxima (C.Hartm.) Holmb. — багаторічна трав'яниста рослина, вид роду лепешняк (Glyceria) родини тонконогові (Poaceae), що росте на вологих територіях, часто безпосередньо у водоймах із невеликою течією.

## Назва
Наукова назва походить від грецького glyceros — солодкий, що зумовлено солодким смаком насіння. У молодих рослинах солодкий сік нагромаджується у міжвузлях.

## Поширення та екологія
Природний ареал лепешняка охоплює територію Європу і помірних широт Азії, зокрема Західного Сибіру, Кавказу та Туреччини. Згодом рослина поширилась і на території Північної Америки, Австралії та Нової Зеландії. В Україні поширений у всіх районах Лісостепу.
Вид росте на сирих і заболочених луках, болотах, на берегах водойм та безпосередньо в озерах, ставках, старицях, руслах річок на глибині 20-50, інколи 150 см. Часто утворює зарості.

## Ботанічний опис

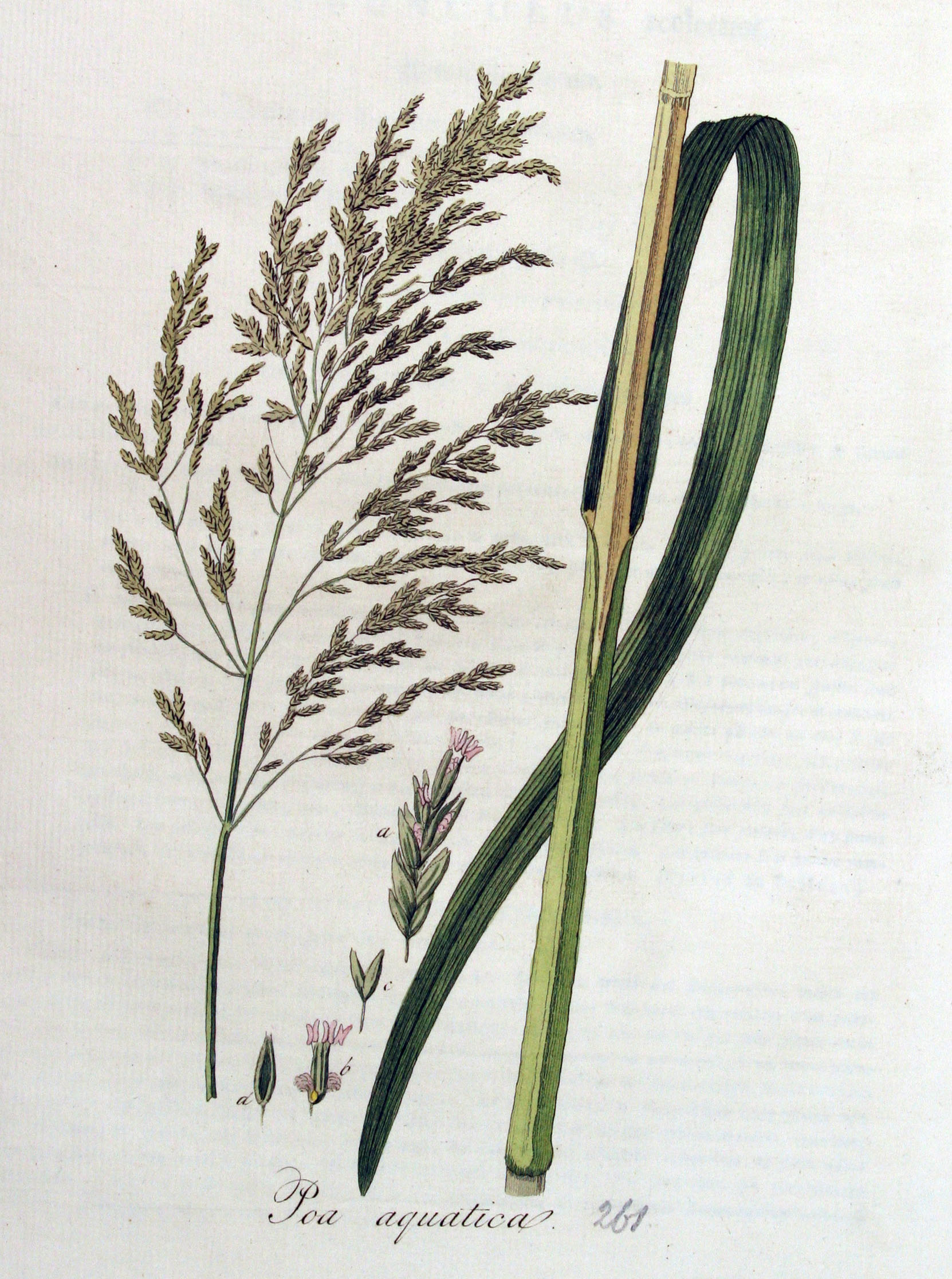
Лепешняк великий в книзі Flora Batava 1822 року

Багаторічна злакова трав'яниста рослина із прямостоячим міцним, грубим стеблом 10-12 мм в діаметрі заввишки 100–150, інколи 200 см. Листки зелені широколінійні, шириною 5-12 мм, шорсткі, із поодинокими шипиками, язичок 3-5 мм довжиною, загострений. У проточних водоймах утворює реофільну, стерильну форму із стрічкоподібними листками до 50 см довжиною.
Корінь має форму повзучого кореневища довжиною до 50 см.
Суцвіття — густа, багатоколоскова волоть 20-40 см завдовжки із зібраними в кільця по 4-10 порівняно товстими, шорсткими, прямостоячими або відхиленими гілочками. Колоски зелені, бурі або фіолетові довжиною до 15 мм, 5-9-квіткові. Нижня квіткова луска 3-3,5 мм довжиною, із сімома сильно виступаючими жилками, вкритими шипиками. Тичинок три; пиляки 1,5-2 мм довжиною, жовті.
Цвіте в червні-липні, дозріває в липні-серпні. Розмножується насіннєво та вегетативно — кореневищами. Анемофіл.

## Значення і застосування
Лепешняк — кормовий злак, проте як корм його використовують лише до цвітіння. Пізніше він грубіє і вражується листовою сажкою, яка утворює на листках вузькі чорні смужки. Грибок у свіжому стані отруйний для худоби, тому вживання таких свіжих рослин небезпечне для тварин. В сіні сажка нешкідлива.
Лепешняк використовується для укріплення берегів. Його солома може використовуватися для покриття невеликих будівель. 

### У харчуванні
Зерно рослини можна використовувати в їжу.
Крупа з насіння лепешняку здавна відома як чудовий харчовий продукт — легкий і поживний для виснажених хворобою і голодом людей. Вона добре відома населенню Польщі, Швеції, Угорщини та країн Балтії під промовистою назвою «манна».
У Російській імперії вона надходила на місцеві ринки під назвою «польська крупа» чи «пруська манна». 
Насіння збирають з легких човнів у другій половині літа. Пучки волоті нагинають і палицями вимолочують насіння на дно човна. Заготовлене зерно шеретують на круподерці або обшуговують у ступі від бурої оболонки.
Зерно і крупа лепешняку містять 75% крохмалю, 9,7% білків, 0,4% жирів, 13,5% води. На смак крупа лепешняку нагадує рис або саго.
З крупи готують каші, круп'яні запіканки й биточки, страви типу плова, галушки, пельмені, млинці, оладки, киселі.
Молоде цукристе стебло лепешняку варять у воді, проціджують, а відвар використовують для приготування узварів, квасу тощо.